# Ferdinand Porsche
Ferdinand Porsche (3. září 1875 Vratislavice nad Nisou (německy Maffersdorf) – 30. ledna 1951 Stuttgart) byl česko-německý konstruktér automobilů, známý především konstrukcí populárního „lidového vozu“ (Volkswagen) později známého jako VW Brouk.
Významný podporovatel Německé válečné snahy během Druhé světové války. Porsche se podílel na vývoji a výrobě pokročilých tanků jako VK 45.01 (P), Ferdinand (stíhač tanků), Panzerkampfwagen VIII Maus a dalších zbraňových systémů včetně střely s plochou dráhou letu V-1. Porsche byl členem Nacistické strany a důstojník Schutzstaffel (SS). Získal Čestný prsten SS a Válečný záslužný kříž Třetí říše.
Konstrukcí automobilů se zabýval též jeho syn Ferry Porsche, který založil továrnu Porsche a konstruoval stejnojmenné sportovní vozy.

## Život

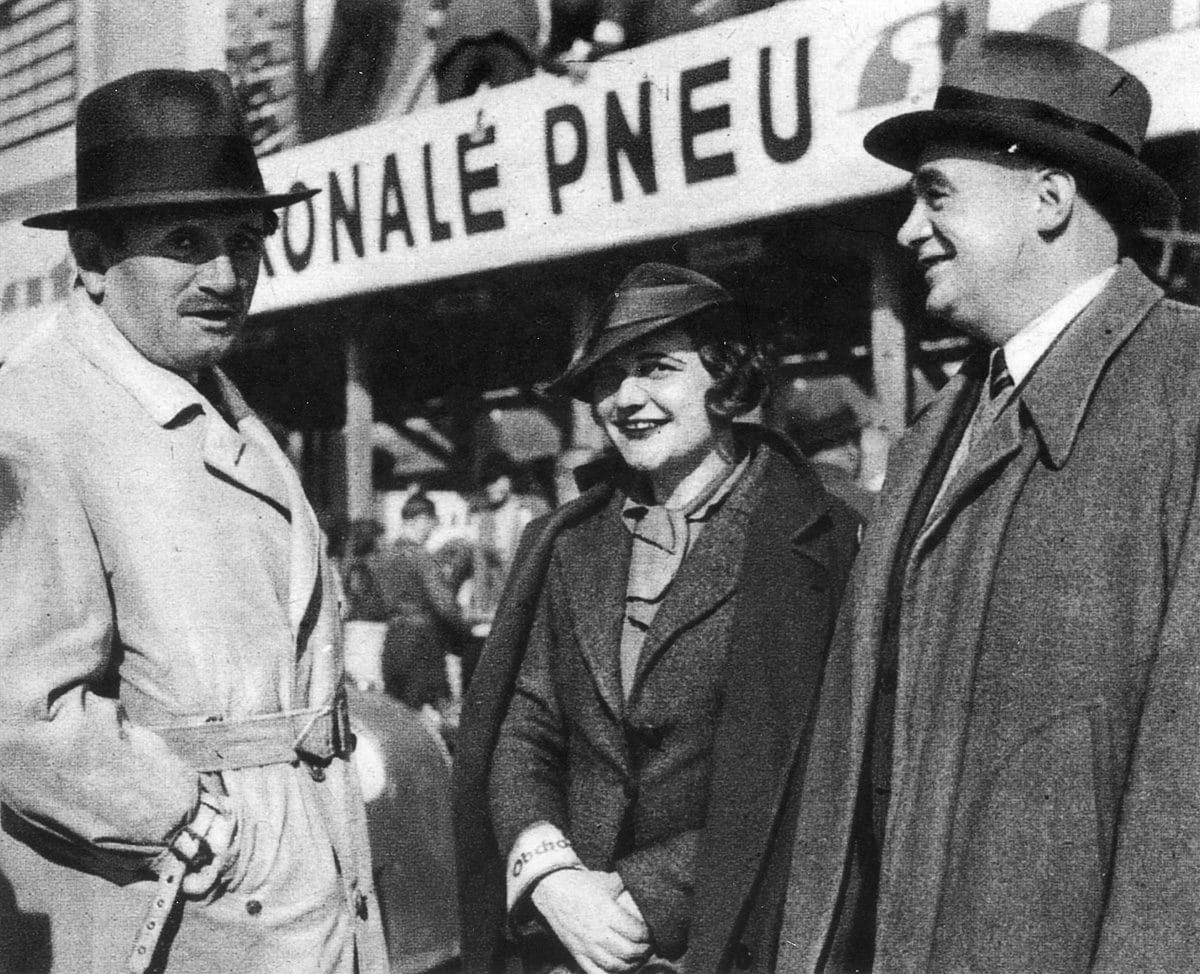
Ferdinand Porsche, Eliška Junková, Hans Ledwinka na Masarykově okruhu, Brno 1935 (zleva)

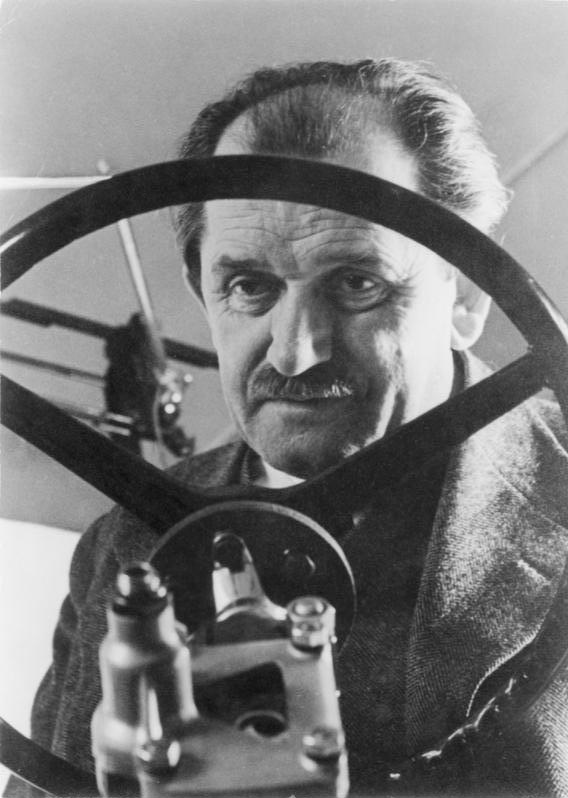
Dr. Ferdinand Porsche (1940)

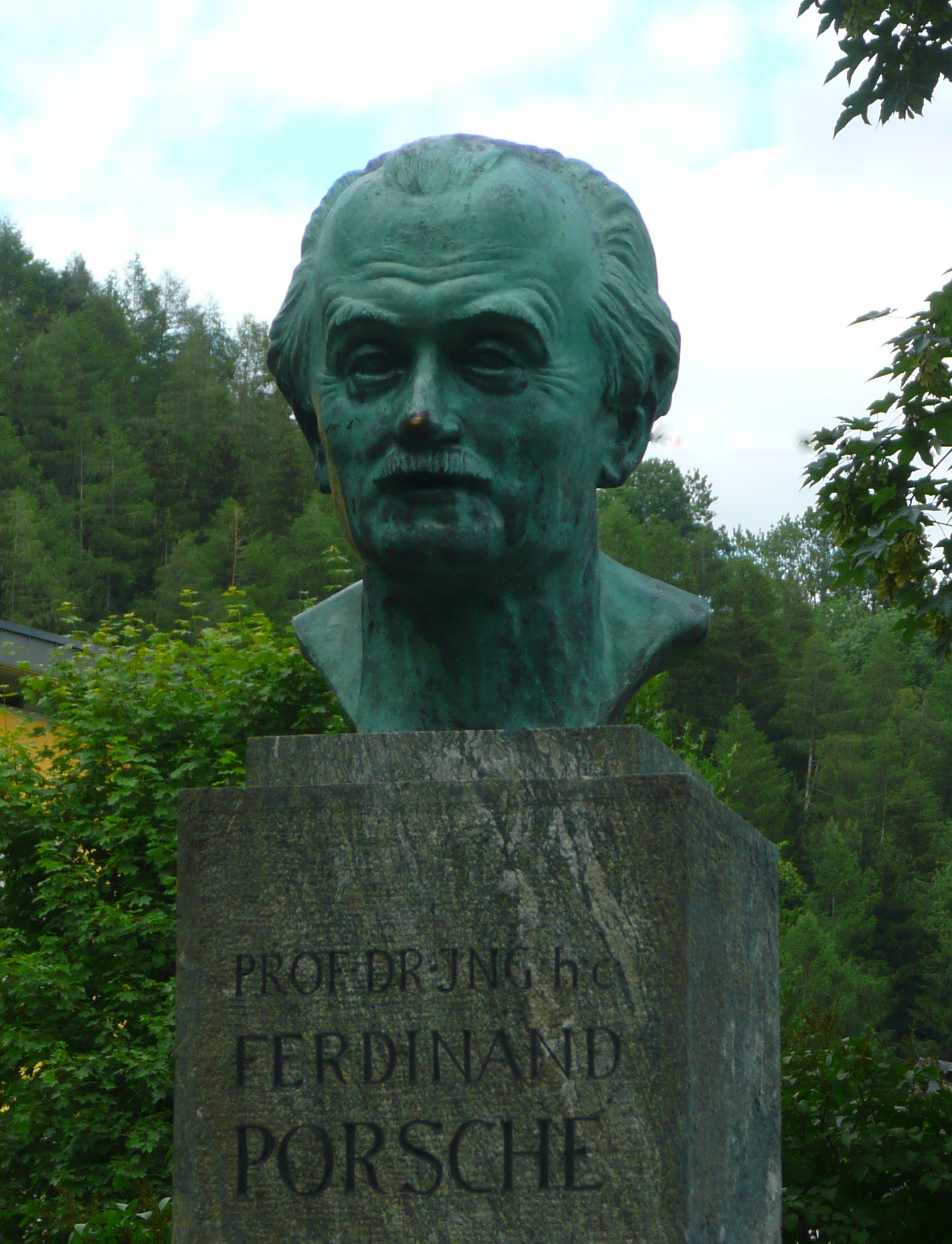
Josef Dobner: Busta v Gmündu v Korutanech

Narodil se 3. září 1875 ve Vratislavicích nad Nisou a žil tam do svých 18 let. V jeho rodném domě v ulici Tanvaldská 38 je dnes muzeum věnované jeho osobě (otevřeno r. 2016). Byl synem Antona Porsche, majitele klempířské dílny, který byl zároveň zástupcem starosty, zakladatelem hasičského sdružení, předsedou veteránů a okresního svazu hasičů.
Po ukončení školní docházky v roce 1889 otec chtěl, aby Ferdinand začal pracovat v jeho dílně; ten si však vyvzdoroval, aby mohl navštěvovat kurzy elektrotechniky na průmyslové škole v Liberci. Praktické využití elektřiny bylo na konci 80. let novým technologickým fenoménem, který Ferdinanda Porscheho fascinoval. Elektrifikoval rodný dům a kdykoliv se v liberecké továrně bratrů Ginzkeyových objevil problém s elektroinstalací, Porsche byl zavolán k jeho vyřešení.

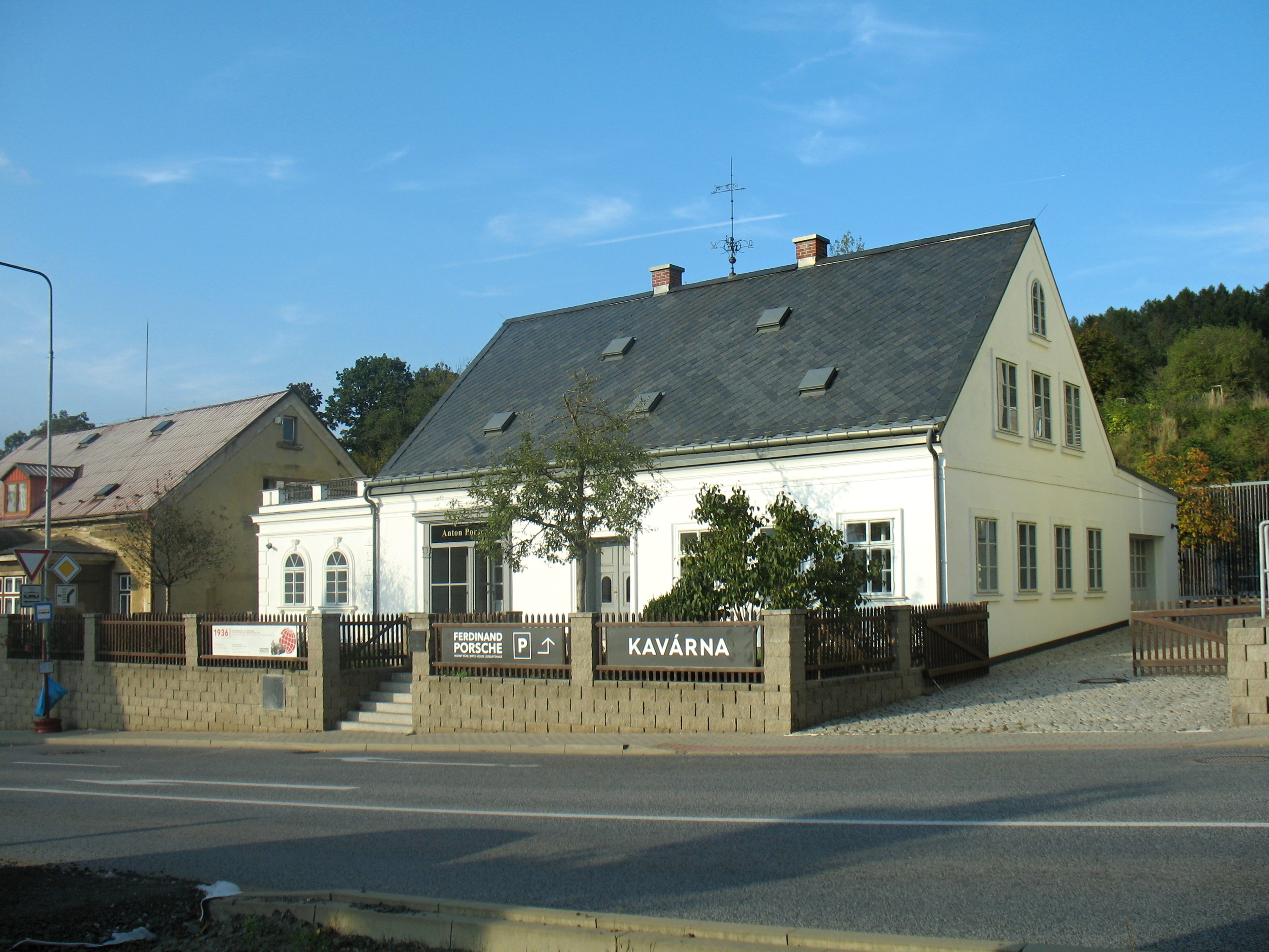
Rodný dům Ferdinanda Porsche ve Vratislavicích nad Nisou

V osmnácti letech odešel do učení do Spojených elektrických podniků a.s. ve Vídni, předtím se tato firma jmenovala Bélla Egger&Co, ještě později se přejmenovala na Brown Boveri. V této firmě potkal svou životní partnerku – rodilou Vídeňanku Louise Kaes. Porsche ve firmě začal úplně od píky, ve volném čase navštěvoval univerzitní elektrotechnické přednášky. Za poměrně krátkou dobu se vypracoval na vedoucího zkušebního provozu a prvního asistenta v oddělení výpočtů.

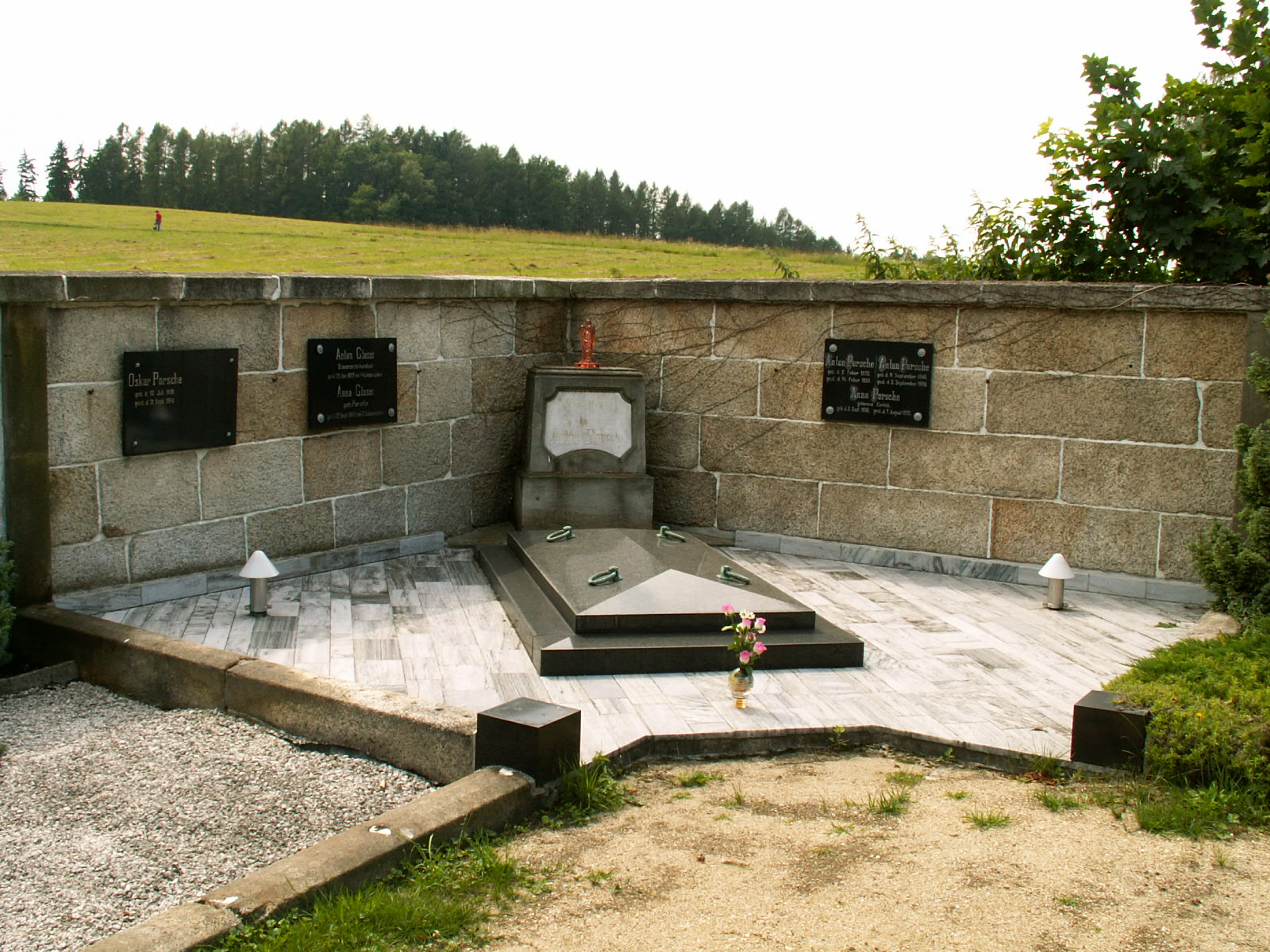
Hrobka rodiny Porsche ve Vratislavicích nad Nisou

V roce 1898 objednala C. K. dvorní továrna na výrobu kočárů, firma Lohner, elektromotor pro automobil. Porsche se s nadšením pustil do projektování a jeho styky se s Lohnerem natolik zintenzivnily, že firma Porscheho požádala, zda by se nechtěl stát jejím zaměstnancem – Porsche tuto nabídku přijal.
Porsche vytvořil revoluční konstrukční řešení, pro které se vžil název „systém Lohner-Porsche“. V obou předních kolech automobilu byly zabudovány elektromotory o výkonu 2,5 koňských sil.
Jelikož na počátku 20. století byly benzínové motory velmi nespolehlivé, málo účinné, hlučné a s nečistým chodem, koncepce Lohner-Porsche vzbudila mnoho pozornosti, zlomila několik rychlostních rekordů a elektromobily Lohner byly vystavovány i na Světové výstavě v Paříži v roce 1900, kde získaly zlatou medaili.
Postupně se začaly ukazovat nevýhody elektromobilů – zejména složité nabíjení akumulátoru. Porsche přišel s novou koncepcí benzínovo-elektrického vozu, kdy elektřinu pro elektromotory vyráběl benzínový motor. To na čas jeho elektrovozy zachránilo.
V roce 1906 koupil Porscheho patenty Emil Jellinek. Společně se společností Daimler Motoren Gesellschaft založil akciovou společnost
Société Mercedes Electrique, která se měla stát výhradním zadavatelem výroby elektromobilů pro společnost Austro-Daimler s továrnou ve Wiener Neustadtu. Nabídl Porschemu místo technického ředitele továrny Austro-Daimler. Porsche tuto nabídku akceptoval – u Lohnera mu začali vyčítat, že žádá pro svůj výzkum příliš mnoho peněz. Na základě Porscheho patentů Austro-Daimler začaly vyrábět hybridní benzínovo-elektrické vozy.
V létě 1907 vyslala společnost Porscheho hybridní automobily na prestižní Mezinárodní císařskou cenu vyhlašovanou císařským autoklubem. Vozy naprosto propadly – nedostaly se ani přes kvalifikaci. Byly příliš těžké a jiným automobilkám se navzdory obtížím podařilo zkonstruovat výkonnější benzínové motory. Neúspěch zapříčinil pád společnosti Société Mercedes Electrique a její kapitál přešel do firmy Austro-Daimler.
Porsche se tak musel soustředit na konstrukci spalovacích motorů. Už v roce 1906 navrhl model Maja. Postupně ho vylepšoval a roku 1909 bylo rozhodnuto, že auto se zúčastní Ceny prince Heinricha, kde ovšem propadlo. To však Porscheho nezlomilo a navrhl nové koncepce. Ročník 1910 byl pro Porscheho fenomenálním úspěchem, protože vozy Austro-Daimler obsadily první tři místa.
Krátce po válce se na přání svého přítele hraběte Saši Kolowrata rozhodl sestrojit nový lehký závodní vůz. Čtyři vozy typu Sascha o váze pouhých 598 kg odstartovaly poprvé 2. dubna 1922 na závodě Targa Florio na Sicílii. V kategorii sériových vozů do 1100 cm³ se na prvních dvou příčkách umístili jezdci právě s tímto vozem, Fritz Kuhn s časem 8:19:48 a Lambert Pöcher s časem 8:20:37.
Firmu opustil v roce 1923 pro neshodu o koncepci výroby vozů. Několik měsíců poté nastupuje jako šéfkonstruktér firmy Daimler ve Stuttgartu, kde sestrojil mnoho závodních automobilů, dominujících závodům 20. let. Zkonstruoval rovněž první luxusní limuzínu firmy Mercedes-benz s osmiválcovým motorem, model W 08 („Nürburg“), která měla ukončit hegemonii vozů Horch v této kategorii. V období 1928–1939 se bylo vyrobeny necelé 4 000 vozů, Jeho konkurent prodal v letech 1926 až 1934 asi 12 000 kusů Horch 8. Přes zastaralou koncepci se jednalo o nejdéle vyráběný model Mercedes ve dvacátých a třicátých letech.
V roce 1929 přestoupil do konkurenční společnosti Steyr-Werken, která však po roce vlivem hospodářské krize zkrachovala.
25. dubna 1931 založil firmu Dr. Ing. h.c. F. Porsche Gesellschaft mit beschränkter Haftung, Konstruktionen und Beratungen für Motoren und Fahrzeugbau v níž zaměstnal řadu špičkových inženýrů. V ní vznikly první projekty nového lidového vozu (německy Volks Wagen). Měl to být vůz s cenou pod 1 000 říšských marek. V červnu roku 1934 uzavřela Porscheho firma smlouvu na výrobu tohoto vozu s Říšským svazem automobilového průmyslu.
Od roku 1933 do roku 1937 byl účasten na vývoji závodních vozů Auto Union jako technický expert. Podle svého projektu P-Wagen (P-vůz, P jako Porsche) v něm použil dosud neobvyklý šestnáctiválcový vidlicový motor, který umístil dozadu (!) za řidiče před zadní nápravu a spojil jej v jeden hnací blok s rozvodovkou. Tím odpadl kloubový hřídel spojující motor s převodovkou se zadní nápravou a to dovolilo umístit řidiče v kokpitu níže, než bylo dříve možné. Toto řešení je prakticky jedinou koncepcí soudobých závodních formulových monopostů.
V roce 1938 začala výstavba továrny na výrobu lidových vozů ve Wolfsburgu (dnes sídlo firmy Volkswagen). Vzhledem k začínající válce se ale místo lidového vozu začala vyrábět jeho vojenská verze KdF-82 zvaný též Kübelwagen. Porsche navrhl také několik typů obrněných vozidel (stíhač tanků Ferdinand, a pouze do prototypu dovedený supertěžký tank Maus).

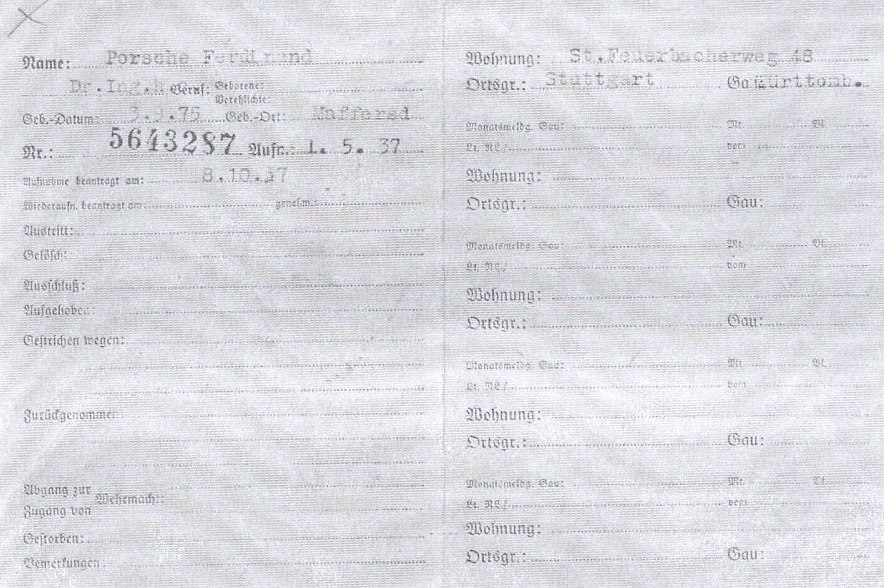
Evidenční karta NSDAP Ferdinanda Porsche

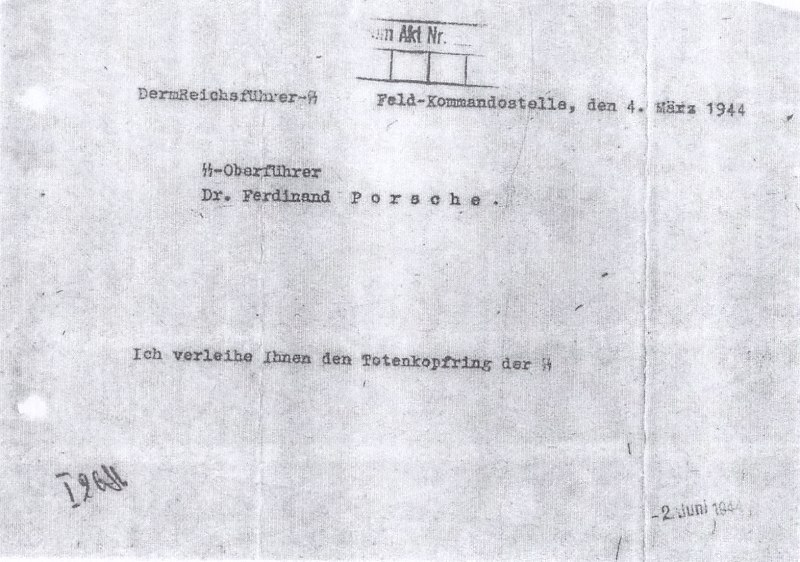
Totenkopfring Ferdinand Porsche

Ferdinand Porsche byl členem NSDAP. Členem se stal v roce 1937. U SS dosáhl hodnosti SS-Oberführer a za jeho činnost mu byl v roce 1944 propůjčen prsten s umrlčí lebkou (Totenkopfring). Byl také nositelem Válečného záslužného kříže bez mečů (Kriegsverdienstkreuz).
V listopadu 1945 byl Ferdinand Porsche pozván do Francie jejími politickými představiteli a bylo mu navrženo, aby nadále pracoval a navrhoval vozy Volkswagen ve Francii a aby v rámci válečných reparací přesunul vybavení svých továren do Francie. Vzhledem k rozporům ve francouzské vládě a averzi představitelů francouzského automobilového průmyslu z tohoto plánu sešlo ještě dříve, než se stihl uskutečnit. Podle některých zdrojů se od začátku jednalo o léčku Francouzů, kteří se snažili takto jej dostat na území Francie. Následně byl Ferdinand Porsche zatčen jako válečný zločinec a umístěn do vazby v Dijonu. Ač zatčen a držen ve vazbě, nebyl postaven před soud a po zaplacení, francouzskými úřady požadované, horentní sumy 62 000 amerických dolarů byl z vazby propuštěn a bylo mu dovoleno vycestovat. Rok po jeho propuštění z vazby, v září 1948, ho francouzský tribunál pro válečné zločiny shledal ve smyslu vznesených obvinění nevinným a případ ukončil. Kauce vyplacená za účelem jeho propuštění nebyla Porscheho rodině nikdy vrácena.
Po dobu jeho nepřítomnosti řídil rozbíhající se výrobu vozu Volkswagen Brouk jeho syn Ferry, který zároveň připravoval výrobu sportovních vozů Porsche ve vlastní továrně. Ve svých prvních sportovních vozech ale využil řady dílů Brouka.
Ferdinand Porsche zemřel krátce po svých 75. narozeninách na následky mrtvice ve Stuttgartu, pohřben je v Zell am See.
Zajímavostí je, že od vzniku Československa až do roku 1935 byl Ferdinand Porsche československým občanem, byť v Československu prakticky nepobýval.

## Porscheho dědictví
Firma jeho syna Ferryho Porsche, společnost Dr. Ing. h. c. F. Porsche AG je dnes jedním z nejznámějších výrobců sportovních vozů. Jeho dcera Louise Piëchová (1904–1999) vedla v letech 1952 až 1971 obchodní společnost Porsche Holding Österreich, která jako jediná výhradně zastupuje firmu Volkswagen v Rakousku. Jeho vnuk F.A. Porsche zkonstruoval model Porsche 911 a založil firmu Porsche Design GmbH. Další jeho vnuk Ferdinand Piëch byl od 1993 do 2002 předsedou představenstva koncernu Volkswagen. V září 2005 převzala firma Porsche AG celkem 18,5 % kmenových akcií firmy Volkswagen AG, později se však díky financím situace obrátila a v dnešní době spadá Porsche pod společnost Volkswagen.

## Posmrtné „vymazání“ z Vratislavic
V roce 2013 se obyvatelé Vratislavic v petici rozhodli, že kvůli Porscheho působení v SS a NSDAP nechají odstranit veškeré cedule připomínající tohoto rodáka. V návaznosti na to automobilka Porsche odvezla 3 vozy, které byly vystaveny ve zdejší expozici. Spekulovalo se, že automobilka celou expozici zruší.

## Muzeum ve Vratislavicích
Rodný dům Ferdinanda Porscheho odkoupila Škodovka a zřídila v něm muzeum. Muzeum bylo otevřeno veřejnosti 11. listopadu 2016. 

## Důležité objevy
- Bezpřevodový elektromotor umístěný v náboji kola (1897)
- Lohner-Porsche-Elektromobil (1899)
- Kompresorový motor modelu Mercedes SSK
- Odpružení pomocí zkrutných tyčí
- Synchronizovaná převodovka – tzv. Porscheho synchronizace

## Galerie

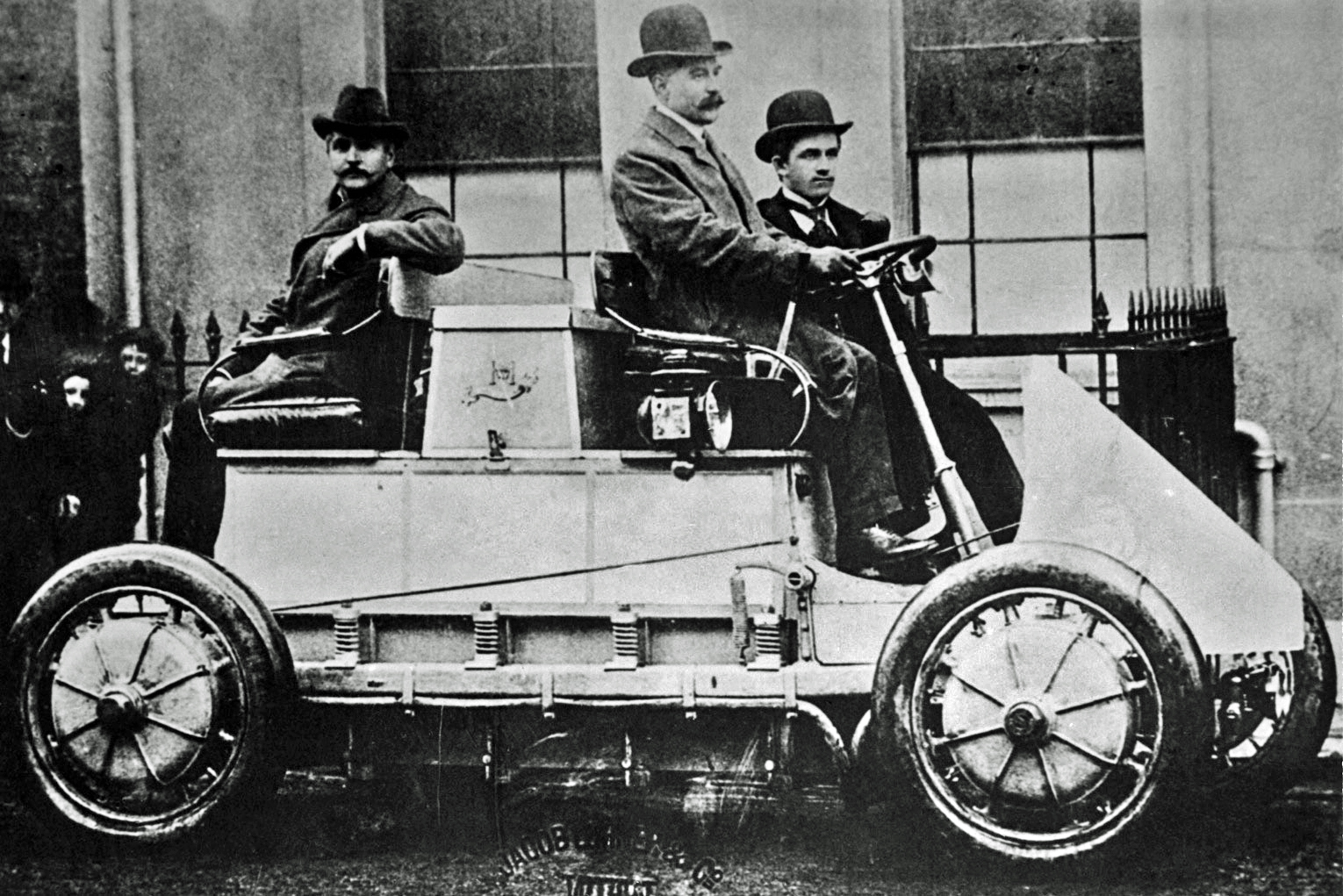
Hybridní automobil Lohner-Porsche
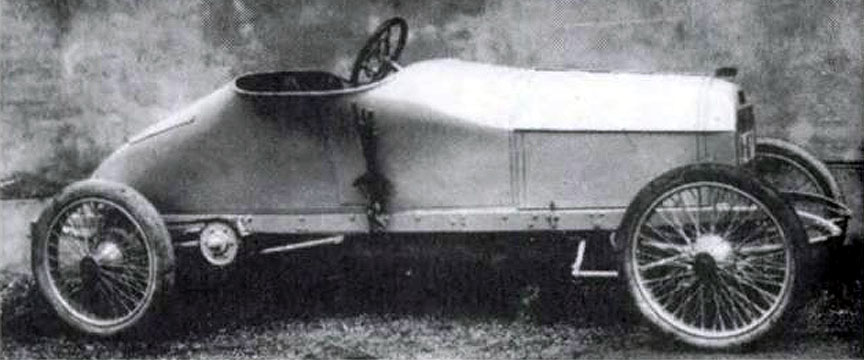
Poslední model Maja
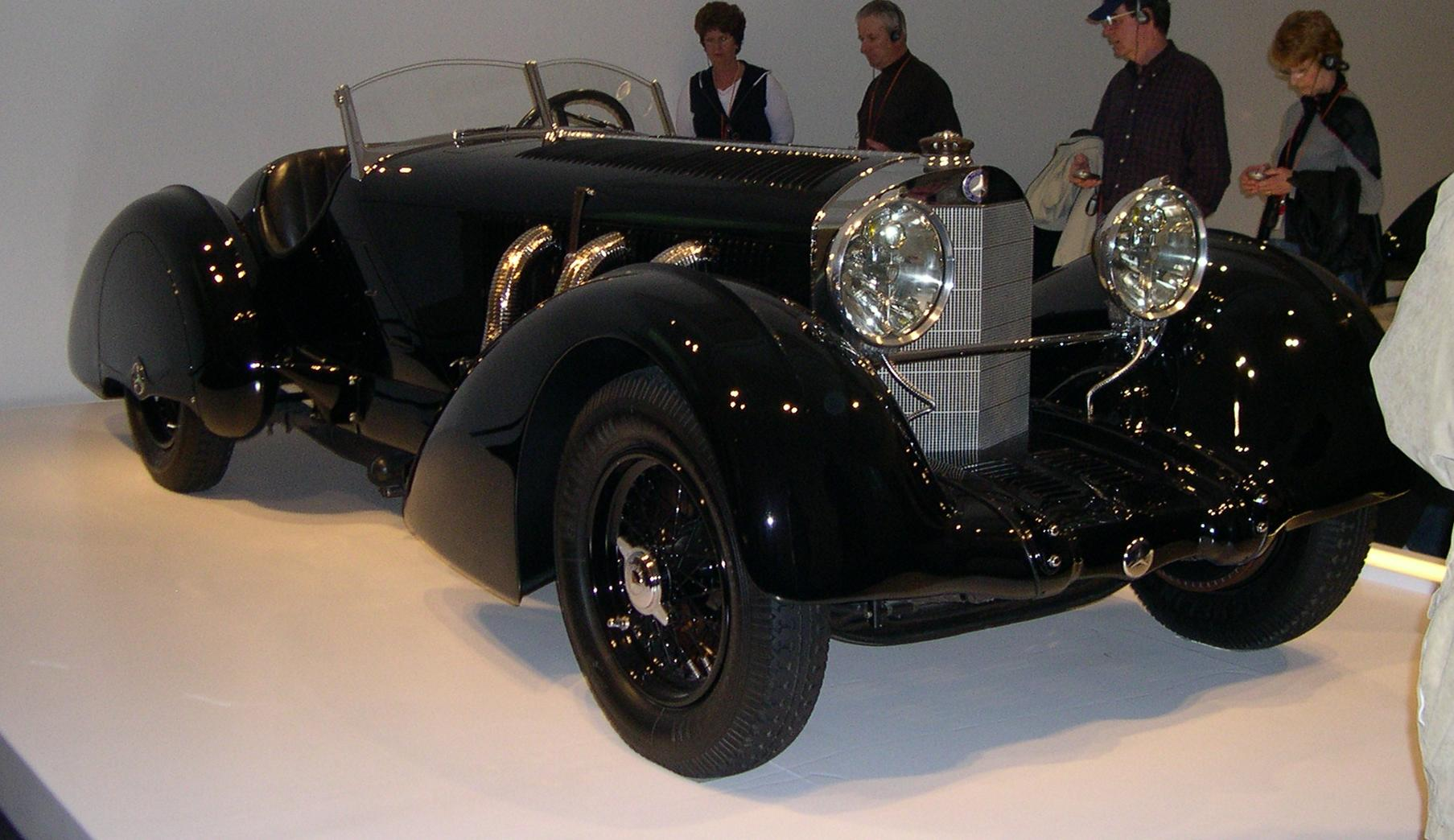
Roadster z roku 1928 – Mercedes-Benz SSK
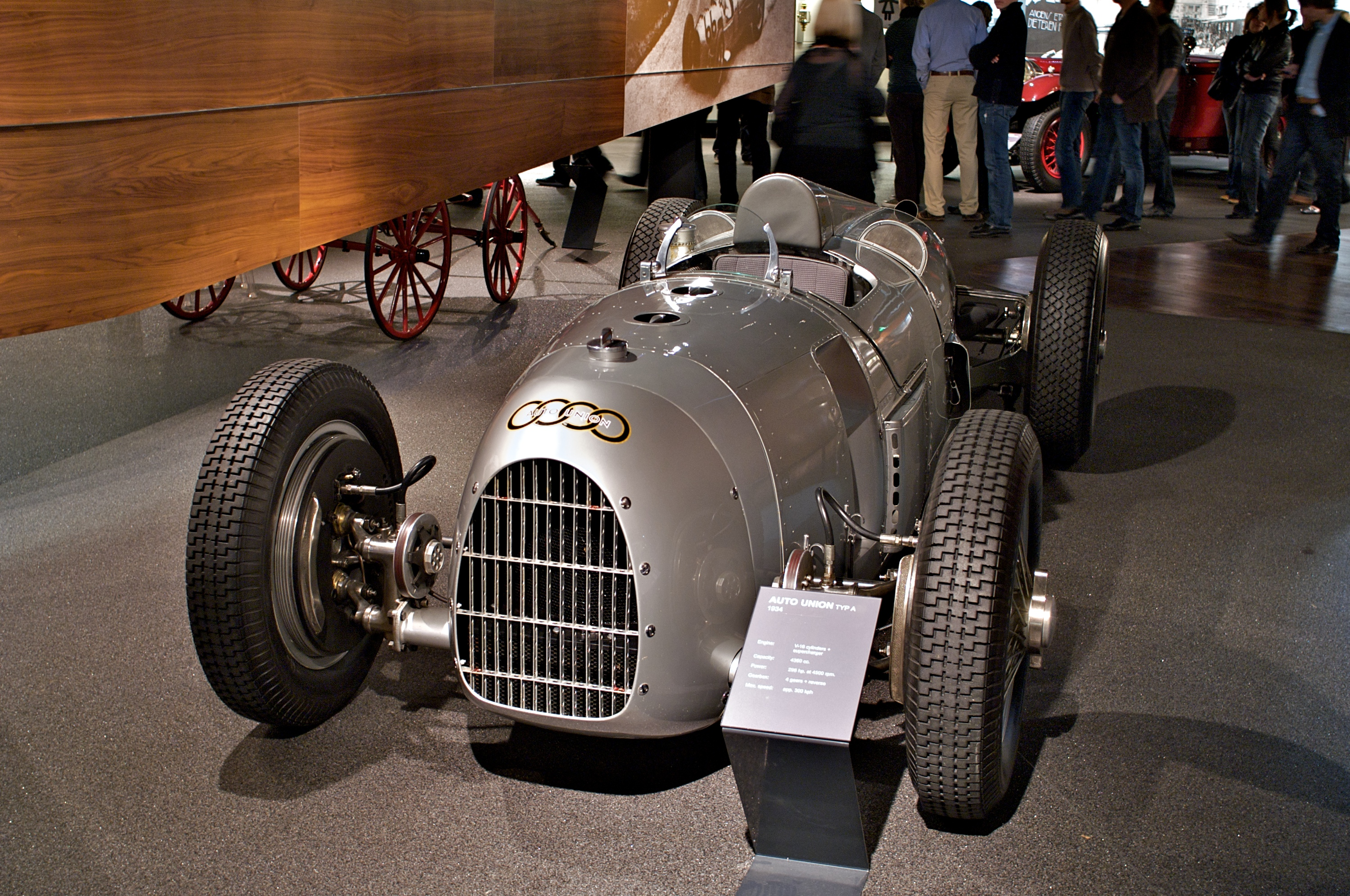
Auto Union Typ A (1934)
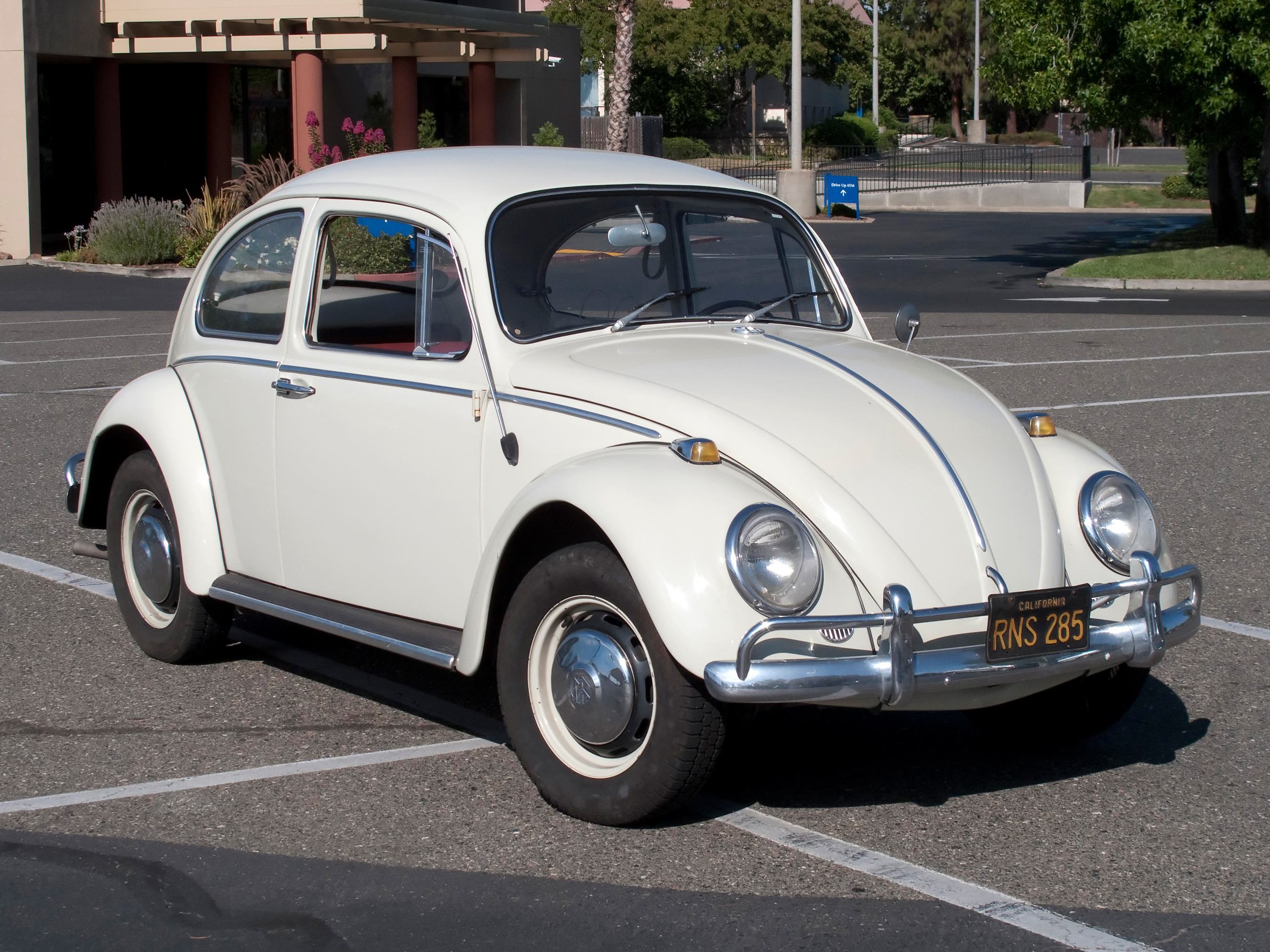
VW Brouk
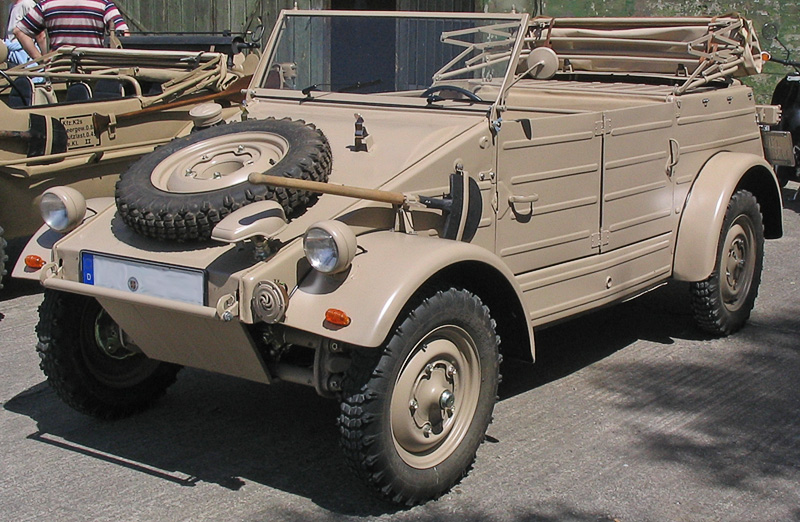
VW Kübelwagen
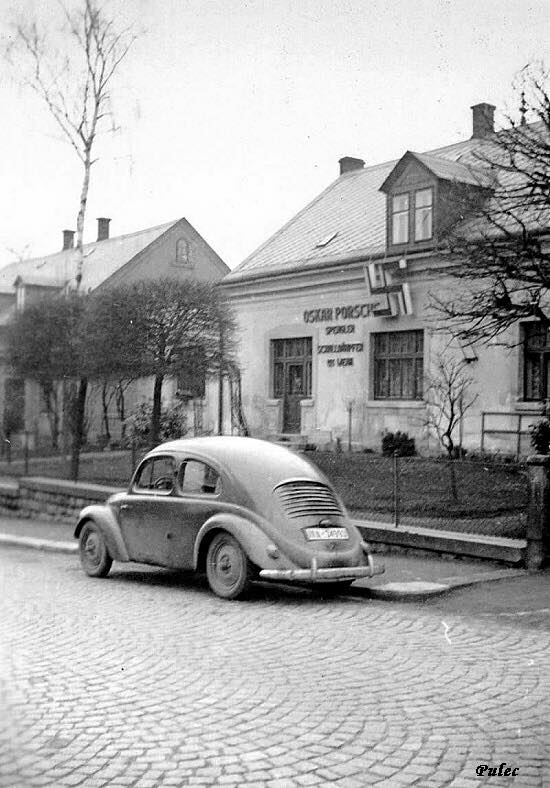
Rodný dům Ferdinanda Porsche ve Vratislavicích nad Nisou s prototypem automobilu Volkswagen